# 睢城街道
睢城街道是中华人民共和国江苏省徐州市睢宁县下辖的一个街道办事处。
2016年1月11日，江苏省人民政府批复同意撤销睢城镇，设立睢宁县睢城街道。以原睢城镇的中山、北陵、红叶、后园、东城、元府、和平、花园、南关、东升、杨韩、王楼、朱楼、七井、骑路、戈圩、吊桥、五里堂、胡园、青春、马园21个居委会区域为睢城街道行政区域，睢城街道办事处驻睢河路16号。

## 行政区划
睢城街道下辖以下村级行政区划单位：
东升社区、五里堂社区、元府社区、和平社区、中山社区、北陵社区、红叶社区、南关社区、花园社区、后园社区、东城社区、胡园社区、杨韩社区、王楼社区、朱楼社区、葛圩社区、马园社区、青春社区、七井社区、骑路社区和吊桥社区。